# Cheriyal
À Cheriyal en Inde se trouvent les rouleaux historiés que les conteurs emmenaient dans leurs tournées pour raconter les épopées aux villageois. C'est une peinture stylisée de l'art Nakashi, riche en motifs qui est caractéristique pour l'État de Telangana.